# Município de Wayne (condado de Monroe, Ohio)
O município de Wayne (em inglês: Wayne Township) é um município localizado no condado de Monroe no estado estadounidense de Ohio. No ano de 2010 tinha uma população de 362 habitantes e uma densidade populacional de 6,24 pessoas por km².

## Geografia
O município de Wayne encontra-se localizado nas coordenadas 39° 43′ 16″ N, 81° 12′ 36″ O. Segundo a Departamento do Censo dos Estados Unidos, o município tem uma superfície total de 58.01 km², da qual 58,01 km² correspondem a terra firme e (0 %) 0 km² é água.

## Demografia
Segundo o censo de 2010, tinha 362 pessoas residindo no município de Wayne. A densidade populacional era de 6,24 hab./km². Dos 362 habitantes, o município de Wayne estava composto pelo 94,75 % brancos, o 1,38 % eram afroamericanos, o 0,28 % eram asiáticos e o 3,59 % eram de uma mistura de raças. Do total da população o 0,28 % eram hispanos ou latinos de qualquer raça.